# Григ, Владимир

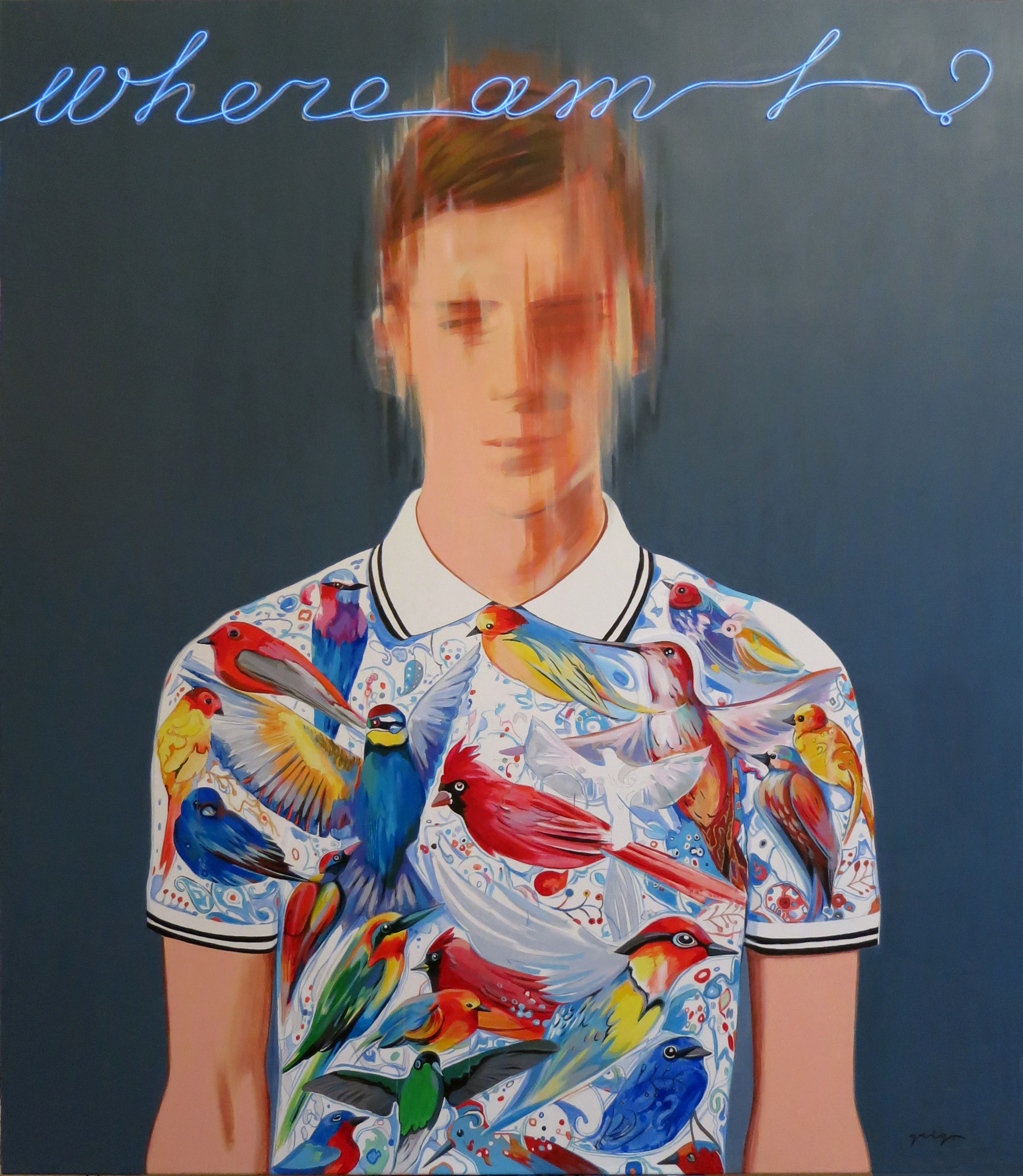
Где я?, холст, акрил, 2012 год

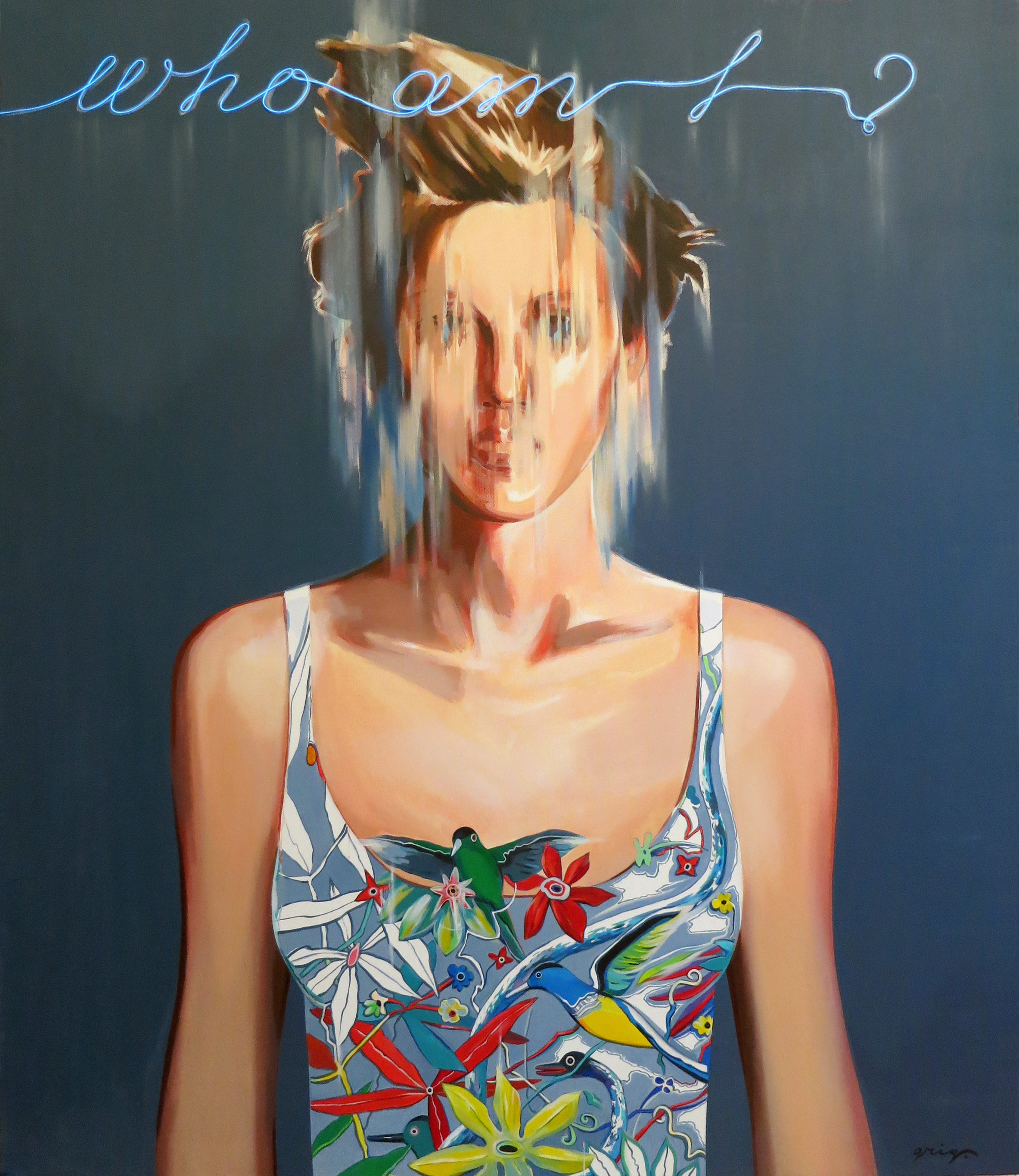
Кто я?, холст, акрил, 2012 год

Владимир Григ (настоящее имя — Владимир Николаевич Григоращенко; род. 21 марта 1962 года, Краснодар, Краснодарский край, СССР) — российский художник, скульптор и музыкант.

## Биография
Уроженец Краснодара, Владимир Григ закончил Краснодарское художественное училище в 1987 году и несколько лет работал иллюстратором в крупных издательских домах. Его выставочная деятельность началась в 1990-х годах после вступления в Союз художников России.
Владимир Григ участвовал в 4-й Биеннале графики в Краснодаре в 1994 году, 4-й Международной петербургской биеннале «Spatia nova» в 1996 году, «Русских днях в Германии» в 2003 году, IX Биеннале графики стран балтийского моря «Калининград-Кёнигсберг 2008», выставлялся в Германии, Австрии и России. С 2004 по 2013 год Григ принимал участие в художественной ярмарке «Арт-Москва». В 2013 году панно и объекты, составляющие экспозицию Dimensionen III были представлены в параллельной программе 55-й Венецианской биеннале. В сентябре-ноябре 2015 года проект Грига «Кто я? Где я?» был представлен в параллельной программе VI Московской биеннале современного искусства.
Среди наиболее широко освещённых в прессе проектов Грига две инсталляции в Центральном музее почвоведения имени В. В. Докучаева. Первая — это инсталляция, представленная в рамках фестиваля «Современное искусство в традиционном музее» осенью 2008 года. Вторая — открытая год спустя в рамках сотрудничества музея с фондом Дмитрия Зимина «Династия» композиция «Подземное царство», выполненный с высокой точностью макет почвенного тоннеля. Ещё одна инсталляция Грига на стыке искусства и науки была представлена на выставке «Жизнь. Версия науки» в московском центре современного искусства «Винзавод», организованной фондом «Династия» в 2011 году. В 2014 году объекты и инсталляции Владимира Грига были представлены на выставке Политехнического музея «Россия делает сама» в 26-м павильоне ВДНХ.
Работы Грига входят в постоянные экспозиции Государственного Русского музея, Краснодарского краевого художественного музея имени Ф. А. Коваленко, петербургского Центрального музея почтвоведения имени В. В. Докучаева, коллекции Калининградской художественной галереи, Краснодарского краевого выставочного зала изобразительных искусств и Российской национальной библиотеки, собрание фонда Про Арте, коллекцию отдела эстампа университета штата Мичоакан в Мексике и частные коллекции.
Вместе с музыкантами Дмитрием Тыквиным и Дмитрием Шубиным Григ состоит в группе Melonoise, выступающей в жанре музыкальной импровизации. В выступлениях Melonoise звучит вокал Грига, его игра на гитаре и других музыкальных инструментах.

## Награды
В 1993 году Владимир Григ был награждён премией администрации Краснодарского края в области искусства имени К. В. Россинского. В 1995 году — получил стипендию Берлинской академии искусств. В 1999 году Владимир Григ был награждён первой премией краснодарского Фестиваля современного искусства. Наконец, проект «Подземное царство», созданный совместно с Музеем почвоведения имени Докучаева, получил первую премию фонда «Династия» Дмитрия Зимина.
У Грига две номинации на крупные российские премии в области искусства в основных категориях: премию Сергея Курёхина 2011 года со скульптурной группой «Игра» и премию Кандинского 2012-го с проектом «Кустракита над рекой».

## Художественный стиль
Художник и куратор, заместитель директора Музея современного искусства СПбГУ имени Дягилева Дмитрий Пиликин отмечал влияние советского печатного дизайна 1950-1960 годов на стиль Владимира Грига, а историк искусства и президент Международной ассоциации художественных критиков Марек Бартелик дополнял эту оценку сравнением Грига с художниками периода московского концептуализма 1970-х годов.
Представляя Грига в рамках экспозиции современного рисунка искусствовед Александр Боровский, заведующий Отделом новых течений Государственного Русского музея, отмечал его работы в жанрах комикса и пострисунка — сочетания графики с другими формами визуального искусства. Примечательно, что в 2014 году Боровский выбрал Грига для иллюстрирования написанной им детской книги «Испорченный телефон».
Екатерина Иноземцева, курировавшая проекты московского Мультимедиа Арт Музея и музея современного искусства «Гараж» о выставке «Кто я? Где я?» в Гридчинхолле:
Его живопись — принципиально плоскостная, она категорически не претендует на жизнеподобие: она, скорее, тяготеет к средневековой миниатюре, книжной графике и причудливому орнаментальному обрамлению литер, вызывая у зрителя автономный поток ассоциаций.

## Важнейшие выставки
- 2024 — «Однажды в сияющем лесу...», галерея Гридчинхолл, Московская область [22]
- 2024 – «Весть», Государственный Русский музей, СПб
- 2021 – «Энди Уорхол и русское искусство», Севкабель Порт, СПб[23]
- 2019 — «Детомон. Рассказы в картинках», галерея Гридчинхолл, пространство CUBE [24]
- 2019 — Ярмарка COSMOSCOW, стенд галереи Гридчинхолл[25]
- 2018 — «В поисках современного стиля», Русский музей, Мраморный дворец, Санкт-Петербург.
- 2017 — «Приехали». Гридчинхолл, Московская область
- 2015 — «Кто я? Где я?». Гридчинхолл, Московская область
- 2014 — «Актуальный рисунок». Русский музей, Мраморный дворец, Санкт-Петербург
- 2014 — «Владимир Григ, для Самюэль Беккет». ГЭЗ-21, Санкт-Петербург
- 2014 — «Россия делает сама». ВДНХ, Москва
- 2014 — Проект «Кантата героическая, для сверчков с оркестром», Музей почвоведения им. Докучаева, Санкт-Петербург
- 2013 — Арт-Москва 2013
- 2013 —  Биеналле графики стран балтийского моря «Калининград – Кёнигсберг 2013»
- 2013 – «Новый Российский реализм». ЦДХ, Москва
- 2013 – Проект «Dimensionen – II». ALGallery, Санкт-Петербург
- 2012 — Проект «Исчезающий». Восточная галерея, Москва
- 2012 — Выставка номинантов премии Кандинского. Кинотеатр «Ударник», Москва
- 2012 — Проект «Игра», выставка номинантов премии Сергея Курехина. Центр им. Курехина, Санкт-Петербург
- 2010 — Проект «Игра». Восточная галерея, Москва
- 2009 — Проект «Переход». Восточная галерея, Москва
- 2009 — Проект «Подземное царство». Музей Почвоведения им. Докучаева, Санкт Петербург.
- 2008 — Проект «Рассказы в картинках». Восточная галерея, Москва.
- 2006 — Проект «Абсолютное счастье 60-х». Москва